# Velikonoční slavnosti Matiček a Ježíškových Matiček na Hané

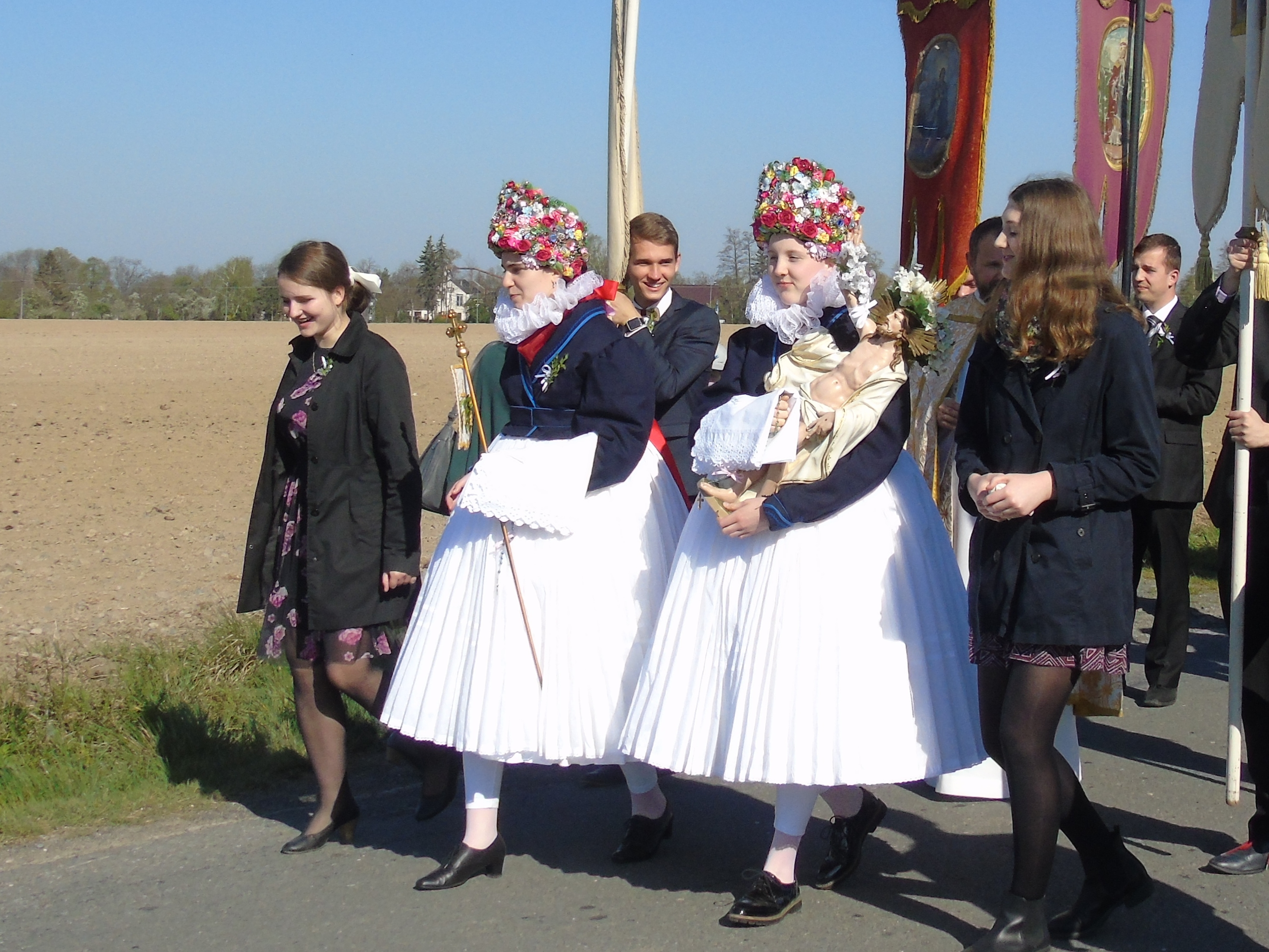
Ježíškovy Matičky nesou sošku Krista a kříž

Velikonoční slavnosti Matiček a Ježíškových Matiček na Hané patří k moravským velikonočním obyčejům na Hané, jsou spjaty s farnostmi Dolany a Bohuňovice. Centrem tohoto ojedinělého dění je obec Bělkovice-Lašťany.

## Popis
Tento obyčej probíhá o velikonočních svátcích, ve dvou dnech. Začíná na Bílou sobotu a vrcholí v neděli o slavnosti Zmrtvýchvstání Páně (Boží hod velikonoční). V podstatě jde o procesí, jehož hlavními aktéry jsou svobodné dívky oblečené v hanáckých (v Lašťanech) a starohanáckých (v Bělkovicích) krojích. S nimi jde skupina mládenců ve slavnostních oblecích. Ti nesou korouhve s vyobrazením světců. Na Bílou sobotu, o velikonoční vigílii, převezmou dívky od kněze atributy, které pak odnesou do své obce. V kostele Sv. Matouše v Dolanech předává kněz Ježíškovým Matičkám sošku Krista, tu pak odnesou dívky do školy v Bělkovicích, kde ji patřičně nazdobí. V kostele v Bohuňovicích je to kříž, který je lašťanskými odnesen do kapličky a posléze také ozdoben. Hlavní slavnost se koná v neděli. K procesí se připojí dechová hudba a občané obce. Procesí pak odchází na bohoslužbu do svých farních kostelů. Matičky a Ježíškovy Matičky pak v kostele vrací knězi jim svěřené atributy. 

## Historie
Není známo, kdy tato tradice vznikla. Podle historických pramenů se slavnosti tohoto typu konaly už v druhé polovině 19. století asi v deseti farnostech na Hané. V kronice obce Lašťany je zmínka o "Matičkách" už v roce 1700. Slavnosti se konaly nepřetržitě až do druhé světové války. Ve své historii byly slavnosti Matiček a Ježíškových Matiček dvakrát přerušeny zákazem, nejprve fašistickým a později komunistickým režimem. K obnovení tradice došlo až po roce 1989.
V roce 2015 byl zpracován návrh na zápis do seznamu nemateriálních statků tradiční lidové kultury ČR. Na organizaci a financování této akce se podílí obec Bělkovice-Lašťany, místní hasičský sbor i dotčené farnosti.

## Galerie

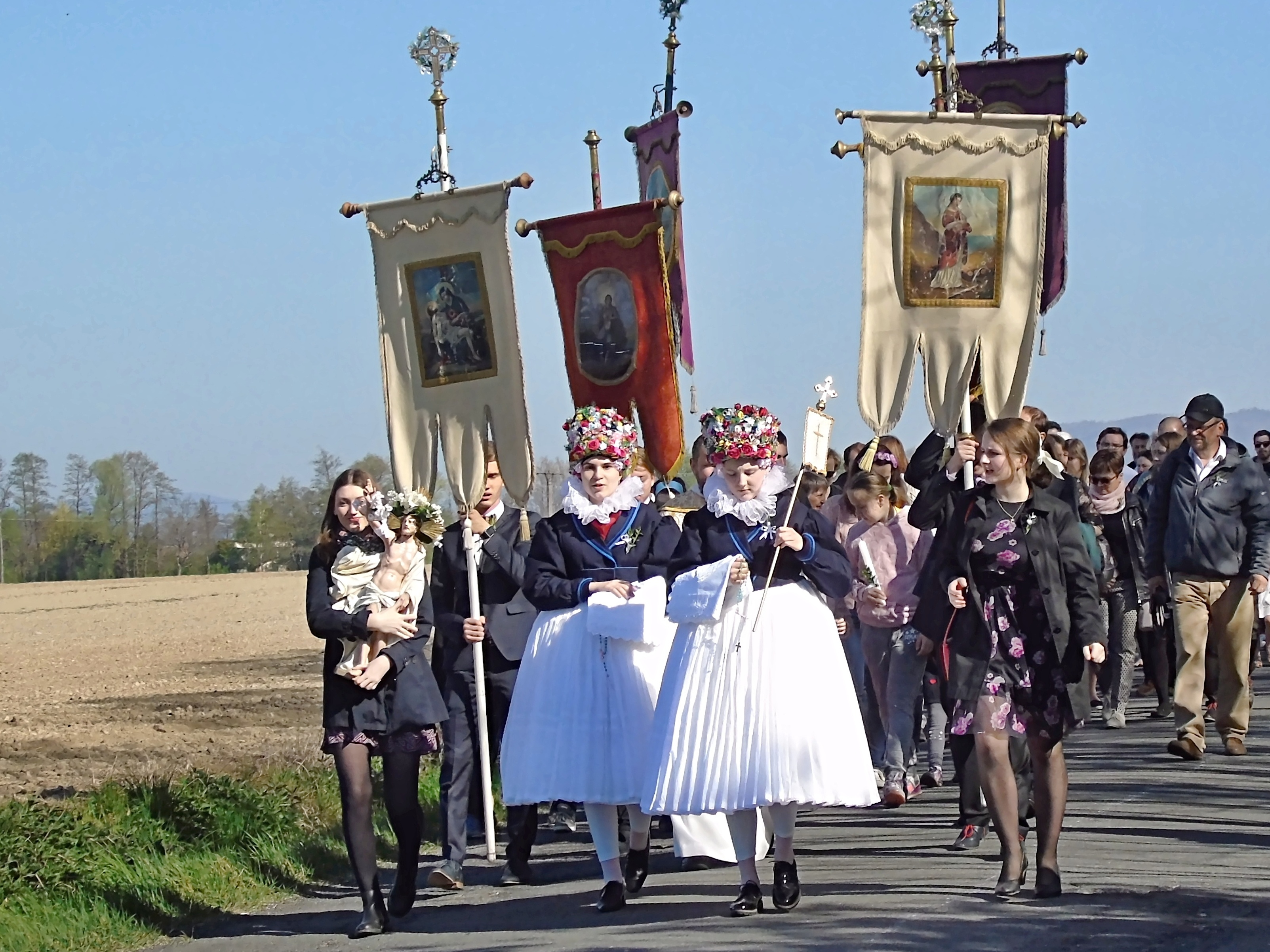
Průvod Ježíškových matiček
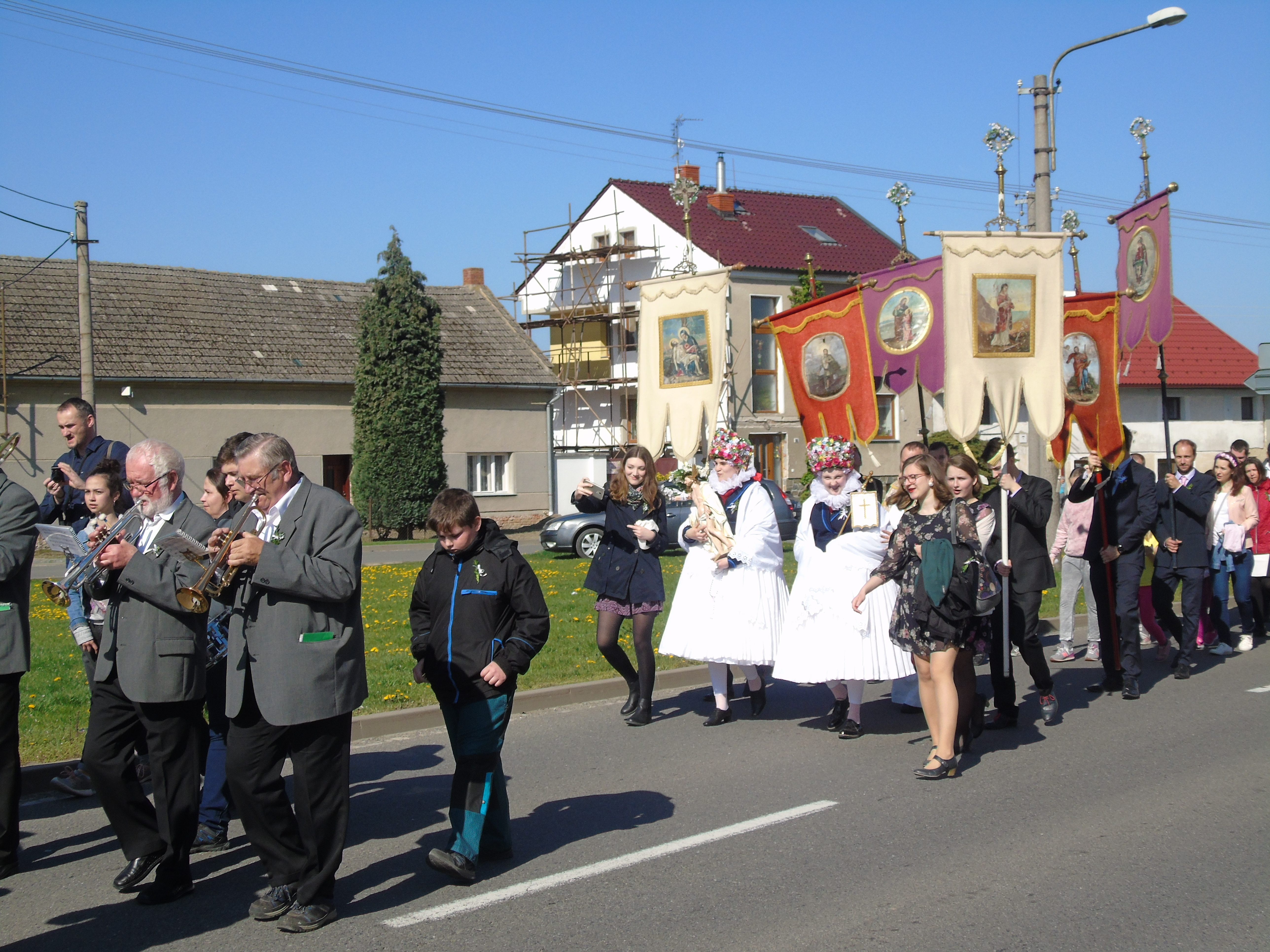
Procesí prochází obcí Dolany
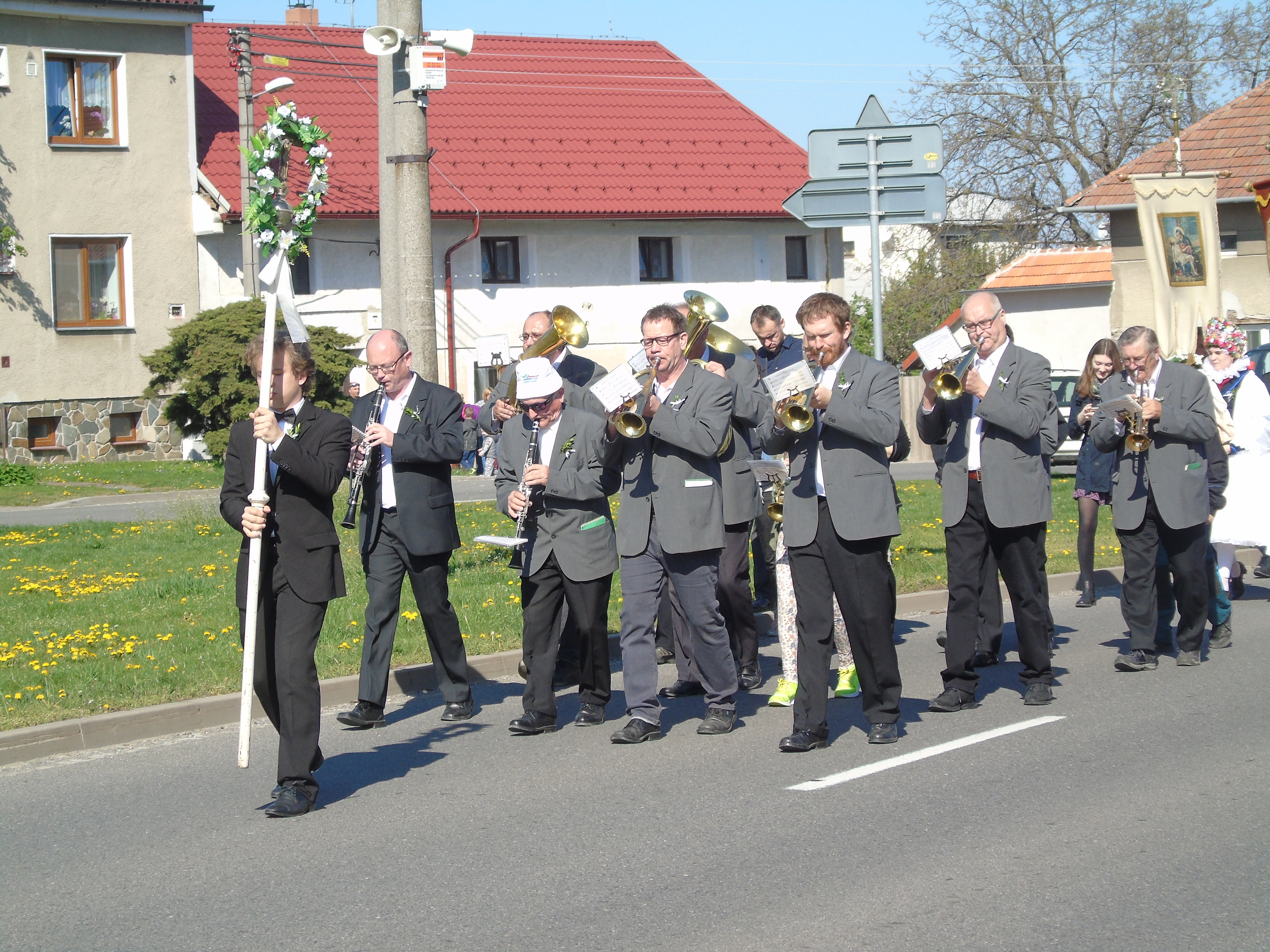
Dechová hudba Dolanka
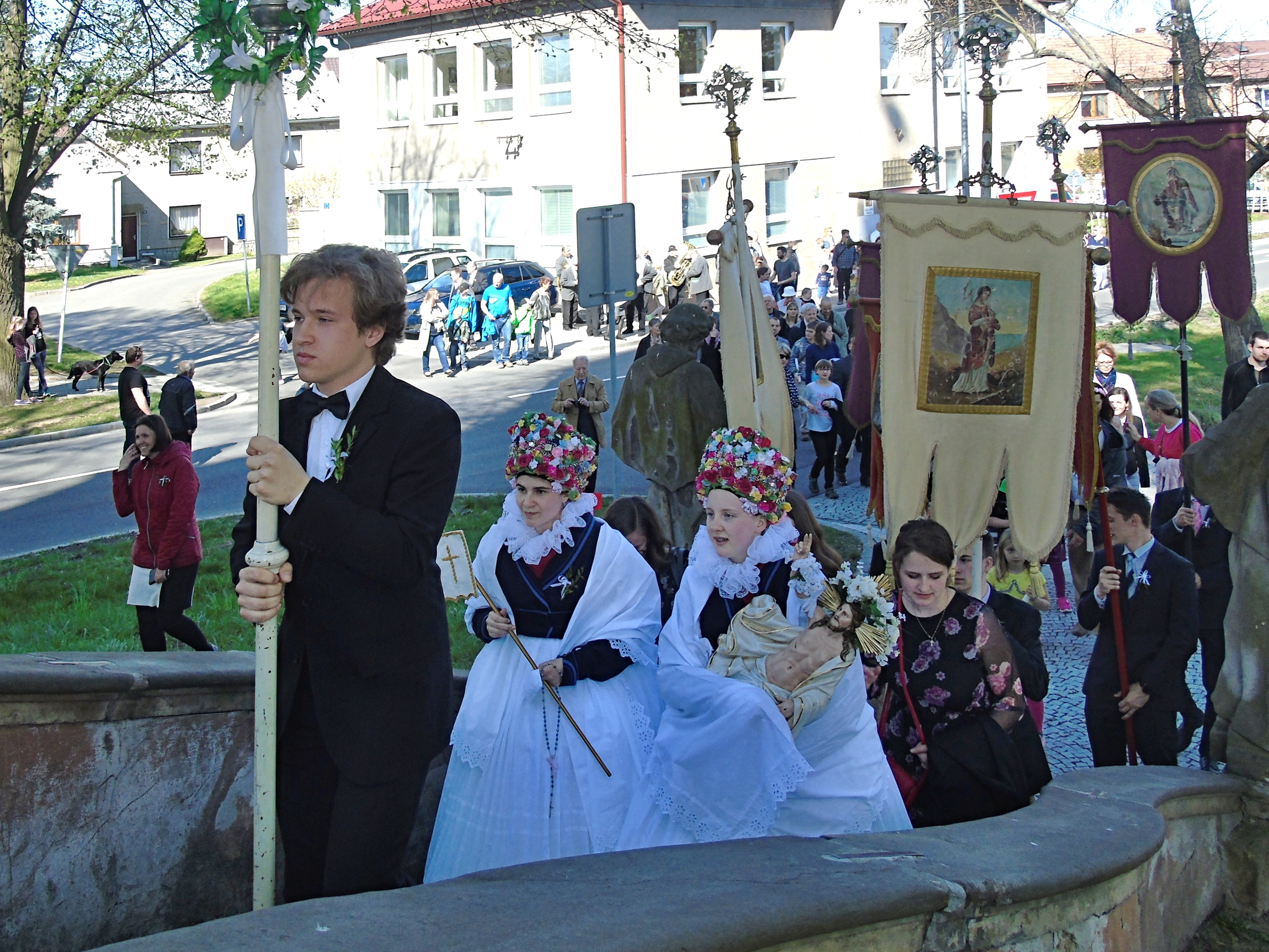
Příchod Ježíškových Matiček do kostela